# Abderraouf Natèche
Abderraouf Natèche né le 16 octobre 1982 à El-Harrach, est un footballeur algérien qui évolue au poste de gardien de but à l'Olympique de Médéa.

## Biographie
Abderraouf Natèche commence sa carrière à l'ES Sétif. Il joue ensuite au NA Hussein Dey. 
Il rejoint en 2012 le club du CS Constantine. En 2014, il est transféré au MC Oran.